# Ignacio Ovalle Fernández
Ignacio Ovalle Fernández (Ciudad de México, 7 de febrero de 1945) es un político y abogado mexicano. Ocupó los cargos de titular de la entonces Secretaría de la Presidencia en el gobierno de Luis Echeverría, diputado federal y entre varios otros.

## Biografía
Ignacio Ovalle es abogado egresado de la Universidad Nacional Autónoma de México; su primer cargo público, entre 1966 y 1968, fue el de jefe de la oficina de Vendedores Ambulantes de la Secretaría de Gobernación; siendo titular de esta dependencia Luis Echeverría Álvarez, quien lo nombró posteriormente su secretario particular. Pasó con ese mismo cargo a la campaña electoral de Echeverría al ser postulado candidato presidencial por el Partido Revolucionario Institucional (PRI) en 1969 y al asumir la presidencia de la república el 1 de diciembre de 1970.
Posteriormente ascendió a subsecretario de la Secretaría de la Presidencia y titular de esta a partir del 3 de octubre de 1975 al ser nombrado líder del PRI en el Distrito Federal su antecesor Hugo Cervantes del Río. Permaneció en el cargo hasta el fin del gobierno de Echeverría en 1976.
A partir de 1976 el nuevo presidente José López Portillo lo nombró director general del Instituto Nacional Indigenista, cargo al que sumó a partir del 21 de enero de 1977 el cargo de coordinador general del Plan  Nacional de  Zonas  Deprimidas  y  Grupos  Marginados  (COPLAMAR). En 1982 al iniciar el gobierno encabezado por Miguel de la Madrid fue nombrado embajador de México en Argentina entre 1983 y 1987 y a partir de ese año y hasta 1988, embajador de México en Cuba.
En 1988 el presidente Carlos Salinas de Gortari lo nombró director general de la Compañía Nacional de Subsistencias Populares (CONASUPO), iniciando un proceso para liquidarla, poniendo a la venta sus activos y cerrando sus tiendas al público, además de terminar con la adquisición de granos a precios de garantía a los campesinos. Una de sus últimas iniciativas como director de CONASUPO fue el otorgamiento de un subsidio consistente en un kilo de tortilla diario a familias consideradas en situación vulnerable. Este beneficio, denominado tortivale, fue severamente criticado y considerado como populista y destinado a la compra del voto. En consecuencia fue removido del cargo el 16 de noviembre de 1990 y nombrado secretario de Gestión Social del Comité Ejecutivo Nacional (CEN) del PRI, que presidía Luis Donaldo Colosio y posteriormente ocupó la secretaría técnica del consejo político nacional del partido.
Fue elegido diputado federal por la vía plurinominal a la LVI Legislatura de 1994 a 1997. Posteriormente al ejercicio de esta función, se alejó de los cargos públicos.
El 16 de agosto de 2018 el presidente electo de México, Andrés Manuel López Obrador, anunció que nombraría al iniciar su gobierno a Ignacio Ovalle como titular del nuevo organismo denominado Seguridad Alimentaria Mexicana (SEGALMEX), constituido por la fusión de los existentess organismos DICONSA y LICONSA —sucesores de la desaparecida CONASUPO—.
Permaneció en dicho cargo hasta el 19 de abril de 2022 en que fue sustituido por Leonel Cota Montaño y nombrado a su vez coordinador del Instituto Nacional para el Federalismo y el Desarrollo Municipal.

## Controversias

### Desfalco en Seguridad Alimentaria Mexicana
Ovalle Fernández ha recibido múltiples acusaciones de corrupción durante su gestión en Seguridad Alimentaria Mexicana (Segalmex). Cuenta con 22 denuncias en la Fiscalía General de la República (FGR) y se le acusa por un desfalco de 8636 millones de pesos, sólo durante su gestión en 2020.
La trama de corrupción en Segalmex, que asciende a más de 12 mil millones de pesos, duplica a la de la llamada La estafa maestra, en la que se desviaron 5 mil millones de pesos en contratos ilegales a universidades en el sexenio de Enrique Peña Nieto. Sin embargo, la Auditoría Superior de la Federación (ASF) estima en 12 mil millones de pesos el desfalco en Seguridad Alimentaria Mexicana, Diconsa y Liconsa entre 2019 y 2020, por lo que presentó dos denuncias ante la FGR.